# As Good as Gold
As Good as Gold – minialbum zespołu Pendragon z 1996. 

## Spis utworów
Album zawiera utwory:
1. As Good as Gold – 3:27
2. Bird of Paradise – 6:52
3. Midnight Running – 7:43
4. A Million Milles Away – 3:17

## Skład zespołu
Twórcami albumu są:
- Nick Barrett – śpiew, gitara
- Clive Nolan – instrumenty klawiszowe
- Peter Gee – gitara basowa,
- Fudge Smith – instrumenty perkusyjne